# Международная морская организация
Это статья о международной морской организации. О музыкальном направлении имо см. статью эмо.
Международная морская организация или ИМО (англ. International Maritime Organization, IMO) — международная межправительственная организация, является специализированным учреждением ООН, служит площадкой для сотрудничества и обмена информацией по техническим вопросам, связанным с международным торговым судоходством.

## История
ИМО образована 6 марта 1948 года в Женеве с принятием Конвенции о Межправительственной морской консультативной организации (ИМКО) (англ. Inter-Governmental Maritime Consultative Organization, IMCO). Конвенция вступила в силу 17 марта 1958 года, и вновь созданная организация приступила к своей практической деятельности. На 9-й сессии Ассамблеи этой организации (Резолюция A.358(IX)) её название было изменено, и с 22 мая 1982 года действует её нынешнее название. Штаб-квартира расположена в Лондоне.

## Задачи ИМО
Деятельность ИМО направлена на отмену дискриминационных действий, затрагивающих международное торговое судоходство, а также принятие норм (стандартов) по обеспечению безопасности на море и предотвращению загрязнения с судов окружающей среды, в первую очередь, морской среды. Имеет штат около 300 человек.
В определённом смысле ИМО является форумом, в котором государства-члены этой организации обмениваются информацией, обсуждают правовые, технические и иные проблемы, касающиеся судоходства, а также загрязнения с судов окружающей среды, в первую очередь морской среды.

## Структура ИМО
По состоянию на 9 июля 2020 года, в ИМО состояло 174 государства-члена и 3 ассоциированных члена (Фарерские острова, Гонконг, Макао). Высшим органом организации является Ассамблея государств-членов. Сессии Ассамблеи собираются раз в 2 года. Имеется также Совет ИМО, состоящий из 40 государств, в числе которых ранее была Россия: на 2024—2025 год Россию в Совет не переизбрали. Государства разделены на три большие группы: 10 ведущих морских государств, 10 иных государств, значительных с точки зрения международной морской торговли, и 20 морских государств, избранных в Совет с целью обеспечения географического представительства различных регионов мира.
Помимо Ассамблеи в рамках ИМО действуют 5 комитетов:
- Комитет по безопасности на море (Maritime Safety Committee, MSC — КБМ);
- Комитет по защите морской среды (Marine Environment Protection Committee, MEPC — КЗМС);
- Юридический комитет (LEG — ЮРКОМ);
- Комитет по техническому сотрудничеству (КТС);
- Комитет по облегчению формальностей судоходства (FAL),

а также 9 подкомитетов (в составе КБМ или КЗМС) и секретариат во главе с Генеральным секретарём. С 2012 г. Генеральным секретарём был избран представитель Японии Кодзи Секимидзу.
Все нормативные и правовые документы, подготовленные в подкомитетах и рассмотренные на сессиях комитетов, рассматриваются и принимаются, как правило, на очередных сессиях Ассамблеи Организации. Наиболее серьёзные, стратегические решения могут приниматься решениями организуемых ИМО Дипломатических Конференций.
ИМО принимает решения в форме Резолюций Организации, к которым при необходимости могут прилагаться различные документы (кодексы, циркулярные письма, поправки к действующим документам — конвенции, кодексу и т. п.). С учётом оговариваемых условий и сроков вступления в силу такие обязательные решения должны внедряться Администрациями (Правительствами стран-членов). Решения Ассамблеи ИМО, не изменяющие или дополняющие принятые конвенции, носят рекомендательный характер и могут выполняться национальными морскими администрациями путём включения решений (или создания на их основе собственных решений) в национальное законодательство.

## Основные функции ИМО
- действует в качестве специализированного учреждения Организации Объединённых Наций (ООН);
- является консультативной и совещательной организацией;
- несёт ответственность за организацию обеспечения безопасности на море и защиты окружающей среды, а также решение юридических вопросов, связанных с международным судоходством;
- способствует облегчению взаимодействия правительств государств по техническим вопросам для достижения высочайших стандартов в области безопасности на море и предотвращения загрязнения;
- принимает и совершенствует обязательные к исполнению и рекомендательные международные конвенции, кодексы, резолюции, протоколы, циркуляры и рекомендации.

## Деятельность ИМО

### Охрана человеческой жизни на море
Первая задача ИМО состояла в том, чтобы принять новую версию наиболее важной из всех конвенций, имеющих дело с безопасностью на море — Международной конвенции по охране человеческой жизни на море (International Convention for the Safety of Life at Sea, SOLAS — СОЛАС). Первая версия этого документа была принята ещё в 1914 году, по следам гибели «Титаника», вторая — в 1929 году после гибели «Вестриса», третья — в 1948 году, отчасти после взрыва «Гранкана», то есть, были вызваны конкретными кораблекрушениями. Четвёртая редакция, к которой приступила ИМО, явилась первой значительной задачей после её создания и, по сути, стала первой, чья разработка и принятие были осуществлены на системной основе. Принятая 17 июня 1960 ИМО четвёртая редакция Конвенции представляла существенный шаг вперёд в модернизации инструкций и поддержании темпа технического развития в судоходной индустрии и вводилась в действие с 26 мая 1965 года.
В дальнейшем ИМО продолжала работу по совершенствованию Международной конвенции по охране человеческой жизни на море. 1 ноября 1974 года на Международной конференции по охране человеческой жизни на море был принят новый текст Конвенции СОЛАС. В 1988 году на Международной конференции по гармонизированной системе освидетельствования и оформления свидетельств был принят Протокол к этой Конвенции. В 1992 году в ИМО был издан, так называемый, «Консолидированный текст Конвенции СОЛАС».

### Регламентация морских перевозок
Также ИМО обратила своё внимание на такие вопросы как:
- содействие международным морским перевозкам, в результате чего появилась Конвенция по облегчению международного морского судоходства 1965 года,
- определение положения грузовой марки, в результате чего появилась Конвенция о грузовой марке 1966 года и перевозке опасных грузов,
- была также пересмотрена система измерения тоннажа судов, в результатом чего стала Международная Конвенция по обмеру судов 1969 года.

### Проблема загрязнения окружающей среды
Хотя безопасность на море была и остаётся наиболее важной задачей ИМО, в середине 60-х годов XX столетия на первый план стала выходить новая проблема — загрязнение окружающей среды, в первую очередь, морской. Рост количества нефтепродуктов, транспортируемых морским путём, а также размеров перевозящих эти нефтепродукты судов вызывал особое беспокойство. Масштаб проблемы продемонстрировала авария танкера «Torrey Canyon», произошедшая в 1967 году на входе в пролив Ла-Манш, когда в море попало 120 000 тонн нефти.
В течение следующих нескольких лет ИМО приняла ряд мер, направленных на предотвращение аварий танкеров, а также минимизацию последствий этих аварий. Организация также занялась проблемой загрязнения окружающей среды, вызываемого такими действиями, как чистка нефтяных танков, а также сбросом отходов машинных отделений — по тоннажу они причиняют больше вреда, чем загрязнение вследствие аварий.
Наиболее важной из этих мер стала Международная конвенция по предотвращению загрязнения с судов (МАРПОЛ 73/78) (англ. International Convention for the Prevention of Pollution from Ships, MARPOL), принятая в 1973 году, и изменённая Протоколом 1978 года. Она охватывает не только случаи аварийного и/или эксплуатационного загрязнения окружающей среды нефтепродуктами, но также и загрязнение моря жидкими химическими веществами, вредными веществами в упакованной форме, льяльными водами, мусором и загрязнение с судов воздушной среды. В 1990 году была также подготовлена и подписана Международная конвенция по обеспечению готовности на случай загрязнения нефтью, борьбе с ним и сотрудничеству (англ. International Convention on Oil Pollution Preparedness, Response and Co-operation, OPRC).
Помимо этого ИМО решала задачу создания системы, направленной на обеспечение компенсации тем, кто в результате загрязнения пострадал материально. Соответствующие два многосторонних соглашения (Международная конвенция о гражданской ответственности за ущерб от загрязнения нефтью и Международная конвенция о создании Международного фонда для компенсации ущерба от загрязнения нефтью) были приняты в 1969 и 1971 годах, соответственно. Они упростили и ускорили процедуру получения компенсации за загрязнение. Обе Конвенции были пересмотрены в 1992 и ещё раз в 2000 году, что позволило увеличить пределы компенсации, подлежащей выплате пострадавшим от загрязнения.

### Создание систем связи при бедствии
Огромный прогресс в технологии связи дал возможность провести серьёзные усовершенствования в морской системе спасения при бедствии.
В 1977 году была образована международная спутниковая поисково-спасательная система Коспас-Сарсат (англ. Cospas-Sarsat), одобренная ИМО.
В 1979 году по поручению ИМО в соответствии с соответствующей Конвенцией, подписанной 28 странами 3 сентября 1976 года, для создания и эксплуатации спутниковой сети связи в интересах морского сообщества была создана межгосударственная Международная морская спутниковая организация (англ. International Maritime Satellite Organization, INMARSAT — ИНМАРСАТ), которая серьёзно улучшила условия передачи радио- и других сообщений с и на суда, находящиеся в море.
В 1979 году группа экспертов разработала Международную конвенцию по поиску и спасанию на море (англ. International Convention on Maritime Search and Rescue), в которой содержался призыв к разработке глобального плана поиска и спасения. Эта группа также приняла резолюцию, призывающую ИМО разработать Глобальную морскую систему связи при бедствии и для обеспечения безопасности (ГМССБ, англ. Global Maritime Distress and Safety System, GMDSS) для обеспечения коммуникационной поддержки, необходимой для осуществления плана поиска и спасения. Эта новая система международной связи в случае бедствия, которую должны были внедрить морские страны, должна являться комбинацией спутников связи и наземных радиослужб, при этом основой концепции системы должна была стать не связь «судно-судно», а связь «судно-берег» со спасательными координационными центрами. Это означало конец связи с помощью азбуки Морзе для всех пользователей, кроме некоторых, таких как радиолюбители. ГМССБ должна обеспечивать автоматическое оповещение о бедствии и определение местоположения в случаях, когда у оператора радиосвязи нет времени на отправку вызова сигналов «SOS» или «MAYDAY», и впервые требует, чтобы суда в первую очередь принимали трансляции информации о безопасности на море, которые могли бы предотвратить бедствие.
В 1988 году ИМО внесла поправки в Конвенцию о безопасности человеческой жизни на море СОЛАС, требуя, чтобы суда, подпадающие под неё, соответствовали оборудованию ГМССБ.
В 1992 году были определены этапы внедрения ГМССБ. Суда, подпадающие под СОЛАС, должны были нести оборудование международной автоматизированной системы оповещения NAVTEX и спутниковые аварийные радиобуи EPIRB (англ. Emergency Position Indicating Radio Beacon) к 1 августа 1993 года, а к 1 февраля 1999 года они должны были соответствовать всему остальному оборудованию ГМССБ. Судам США было разрешено устанавливать ГМССБ вместо телеграфного оборудования Морзе согласно Закону о телекоммуникациях 1996 года.
С февраля 1999 года ГМССБ была полностью введена в эксплуатацию и теперь терпящее в любой точке земного шара бедствие судно может получить помощь, даже если экипаж судна не имеет времени передать по радио сигнал о помощи, поскольку соответствующее сообщение будет передано автоматически.

### Прочая деятельность
Под эгидой ИМО также готовилось и продолжает готовиться большое число других международных соглашений и документов по вопросам, затрагивающим международное судоходство.
В 1978 году IMO учредила Всемирный день моря с целью привлечь внимание к проблеме безопасности на море и сохранения морских биоресурсов.
Другие меры, разработанные ИМО, касались безопасности контейнеров, насыпных грузов, танкеров, предназначенных для перевозки сжиженного газа, а также других типов судов.
Специальное внимание было уделено стандартам обучения членов экипажа, включая принятие специальной Международной конвенции о подготовке и дипломировании моряков и несении вахты (ПДМНВ), (англ. International Convention for the Standards of Training, Certification and Watchkeeping (STCW), принятой в 1978 году и вступившей в силу 28 апреля 1984 года. В 1995 году Конвенция ПДМНВ была значительно переработана. Значительные изменения в содержание конвенции ПДМНВ были внесены и позднее, в том числе в 2010 году на конференции в г. Манила (Филиппины). В настоящее время рекомендовано именовать конвенцию «ПДМНВ с поправками» (англ. STCW as amended).
В 1983 году ИМО в Мальмё (Швеция) был основан Всемирный морской университет, обеспечивающий повышение квалификации руководителей, преподавателей и других специалистов в области судоходства. В 1989 году в Валетте (Мальта) был создан Международный институт морского права ИМО, который готовит юристов в области международного морского права. Тогда же в Триесте (Италия) была основана Международная морская академия, проводящая специализированные краткосрочные курсы по различным морским дисциплинам, в том числе, процедуры расследования морских аварий, обращение с опасными насыпными и жидкими грузами в портах, имплементация прав государства флага, портовая и прибрежная гидрография (уровень B) и управление гидрографическими данными.

## Комментарии
1. ↑  И Международной организацией гражданской авиации (ИКАО).
2. ↑  Конвенция о Международной морской спутниковой организации (англ. Convention on the International Maritime Satellite Organization).
3. ↑  Первоначально — некоммерческая межправительственная организация, в настоящее время — международная компания спутниковой связи.